# لی مارتینز
پاتریشیا لیسا کاشیوابا مارتینز (زاده ۲۹ مارس ۱۹۸۴) خواننده، ترانه‌سرا و بازیگر برزیلی است.
پاتریشیا لیسا کاشیوابا مارتینز از یک پزشک و مربی در سرتانوپلیس، پارانا به دنیا آمد. با این حال، او تمام دوران کودکی و نوجوانی خود را در Rolandia گذراند. او در چهار سالگی شروع به شرکت در کلاس‌های زبان ژاپنی کرد و در مسابقات موسیقی در جامعه ژاپنی خواند. مارتینز توسط مادربزرگ مادری اش که ژاپنی بود تشویق شد و از آنجایی که در جامعه ژاپنی زندگی می‌کرد از قسمت ژاپنی نام خود، «لیسا کاشیوابا» استفاده کرد.

## آهنگ‌شناسی

### تک آهنگها
| عنوان                             | سال  | آلبوم              |
| --------------------------------- | ---- | ------------------ |
| باید راه خود من (شاهکار زک افرون) | ۲۰۰۷ | موزیکال دبیرستان ۲ |
| «وای چگر»                         |      |                    |

### به عنوان هنرمند برجسته
| عنوان                                                           | سال | آلبوم |
| --------------------------------------------------------------- | --- | ----- |
| «وعده (تا پایان زمان)» (شاهکار E.Motion. لیسا مارتینز و تونانی) |     |       |

| عنوان                     | سال  | سایر هنرمندان | آلبوم                     |
| ------------------------- | ---- | ------------- | ------------------------- |
| "ابرا اوس اولهوس"         | ۲۰۰۷ | برتز: ای فیلم |                           |
| "شادی"                    | ۲۰۰۷ | برتز: ای فیلم | آلین ویرلی                |
| "منتیرس، پوزیاس و فلورس"  | ۲۰۰۹ | ماتئوس هریز   | سر او که سو               |
| "ویژو انفیم و لوز بریلهر" | ۲۰۱۳ | ایزایاس خاویر | انروالادوس                |
| "دروغ گویی"               | ۲۰۱۴ | بی حیا        | بازی در                   |
| "فرار کن"                 | ۲۰۱۴ | تامی لاو      | تامی لاو                  |
| "ام دیا دومینگو"          | ۲۰۱۴ | دانیال        | Daniel 30 Anos: O Musical |

### نماهنگ
| عنوان                         | سال  | کارگردان    |
| ----------------------------- | ---- | ----------- |
| "Vou Ser do Jeito Que Eu Sou" | ۲۰۰۷ | کنی اورتگا  |
| «وای چگر»                     | ۲۰۱۶ | دانیل بهرنت |

## فیلم‌شناسی

### فیلم‌ها
| سال  | فیلم                              | شخصیت |
| ---- | --------------------------------- | ----- |
| ۲۰۰۳ | Xuxa Abracadabra                  | خودش  |
| ۲۰۰۵ | Eliana em O Segredo dos Golfinhos | خودش  |